# Murray (Utah)
Murray je město v okresu Salt Lake County ve státě Utah ve Spojených státech amerických. K roku 2010 zde žilo 46 746 obyvatel. S celkovou rozlohou 24,9 km² byla hustota zalidnění 1 430 obyvatel na km².